# USS Harry S. Truman (CVN-75)
«Гарри Трумэн» — (англ. USS Harry S. Truman (CVN-75), известный также как HST) — американский авианосец, восьмой корабль типа Нимиц.
Заложен 29 ноября 1993 года, спущен на воду 7 сентября 1996 года, введён в состав флота 25 июля 1998 года, в церемонии участвовал президент США Билл Клинтон. Стоимость постройки составила 4,5 миллиарда долларов США.
Назван в честь 33-го президента США Гарри Трумэна, во время закладки и постройки назывался «Соединённые Штаты» (англ. USS United States), но вскоре было принято решение переименовать корабль в «Гарри Трумэн».
Порт приписки авианосца Военно-морская база США в городе Норфолк.

## Служба
Первый поход совершил в Персидский залив с 28 ноября 2000 года по 23 мая 2001.
11 апреля 2018 года в составе группы кораблей был направлен для выполнения задач в Персидский залив. Первоначально планировалось нанесение ударов по правительственным объектам в Сирии, но в итоге 4 мая самолёты с этого авианосца, прибывшего в Средиземное море, нанесли удары по объектам «Исламского государства» в Сирии, в рамках операции «Непоколебимая решимость».
В ноябре 2018 года авианосец «Гарри Трумэн», во главе ударной группы ВМС США, вошёл в акваторию Средиземного моря.
В мае 2019 Дональд Трамп принял решение не списывать авианосец (это решение обойдётся бюджету в $20 млрд  за ближайшие 20 лет).

## В культуре
В 2003 году принимал участие в съёмках в фильме «Слёзы солнца» с Брюсом Уиллисом в главной роли.
Фигурировал в 8-й серии аниме-сериала 1995 года «Neon Genesis Evangelion» с названием измененным на «Over the Rainbow».